# مردم‌سالاری (روزنامه)
مردم‌سالاری یکی از روزنامه‌های صبح ایران است. این روزنامه ارگان رسمی حزب اصلاح‌طلب مردم سالاری است. 
مدیر مسئولی آن را مصطفی کواکبیان دبیر کل این حزب بر عهده دارد. روزنامه مردم‌سالاری از یکم دی ۱۳۸۰ تاکنون بدون وقفه منتشر شده است.